# Dokan
D O K A N is een bestuurslaag in het regentschap Karo van de provincie Noord-Sumatra, Indonesië. D O K A N telt 1315 inwoners (volkstelling 2010).